# Keffi
Keffi è una città della Repubblica Federale della Nigeria appartenente allo Stato di Nassarawa. È capoluogo dell'omonima area a governo locale (local government area) che si estende su una superficie di 138 km² e conta una popolazione di 92.664 abitanti.